# Мартин, Саймон (майянист)
Саймон Мартин (Simon Martin; род. 1969) — британский эпиграфист, историк и политический антрополог, майянист, специалист по классическому периоду майя (150—900 гг. н. э.). Доктор философии, сотрудник музея археологии и антропологии Пенсильванского университета. Отмечен James Henry Breasted Prize (2021).
Степень доктора философии получил в Институте археологии Университетского колледжа Лондона.
C 1994 по 2016 год проводил эпиграфические полевые исследования в Калакмуле.
Появлялся в телепрограммах, в частности «Cracking the Maya Code» (NOVA/PBS) и «Lost Treasures of the Snake Kings» (National Geographic Channel).
Автор «Ancient Maya Politics: A Political Anthropology of the Classic Period 150—900 CE» (Cambridge University Press, 2020) {рецензия}, в 2021 году удостоившейся трех наград PROSE Awards, в частности главной премии R.R. Hawkins Award. Также автор книги «Chronicle of the Maya Kings and Queens» (2000; 2-е изд. 2008), переведенной на пять языков. Соавтор Мэри Миллер и Николая Грубе.